# Estadio Léo Lagrange
El estadio Léo Lagrange (en francés Stade Léo Lagrange) es un estadio multiuso ubicado en la ciudad de Besanzón, Francia. Actualmente es usado para la práctica del fútbol y es el estadio local de equipo Besançon RC de la Championnat National tercera división del Francia. El estadio tiene una capacidad de 11 500 personas.